# Русская жизнь (газета, Сан-Франциско)
Русская жизнь — третья по старшинству русская газета в Америке. Издаётся с 1921 года в Сан-Франциско. Вначале выходила как еженедельник, с 20 декабря 1941 года выходит ежедневно.
Газета получила широкую международную известность после визита в редакцию газеты в июне 2010 года жены Президента России Светланы Медведевой, и в особенности после известного интервью, которое в октябре 2012 года корреспонденту газеты дал министр культуры России Владимир Мединский.